# KF Arsimi
KF Arsimi (mac. Фудбалски клуб Арсими-1973 Чегране, alb. Klubi Futbollistik Arsimi 1973 Çegran) – północnomacedoński klub piłkarski z siedzibą we wsi Czegrane około Gostiwaru, w północno-zachodniej części kraju, grający od sezonu 2025/26 w Prwa makedonska fudbałska liga.

## Historia
Chronologia nazw:
- 1973: KF Arsimi Czegrane (maked. ФК Арсими-1973 Чегране, alb. KF Arsimi 1973 Çegran)

Klub Piłkarski Arsimi został założony we wsi Czegrane w 1973 roku przez grupę nauczycieli z zamiarem utworzenia klubu piłkarskiego w regionie, w którym mieszkali. Początkowo zespół grał w gminnej lidze Macedonii. W sezonie 2008/09 klub został włączony do III ligi (D3), po tym jak FK Pałcziszte wycofał się po 12 meczach z rozgrywek. Klub odniósł największe sukcesy w sezonach 2020/21 i 2021/22. W sezonie 2020/21 klub został wicemistrzem III Macedońskiej Ligi - Zachód, a w następnym sezonie 2021/22 zdobył mistrzostwo III Macedońskiej Ligi - Zachód, wygrywając baraże z klubem FK Owcze Połe, wskutek czego po raz pierwszy w pięćdziesięcioletniej historii klubu awansował do II Ligi. W sezonie 2024/25 klub zajął drugie miejsce w drugiej lidze Piłkarskiej i zdobył historyczny awans do Pierwszej ligi.

## Barwy klubowe, strój, herb, hymn
|  |  |

Klub ma barwy żółto-czarne. Piłkarze domowe spotkania zazwyczaj grają w pasiastych pionowo żółto-czarnych koszulkach, białych spodenkach oraz czarnych getrach.

## Sukcesy

### Trofea międzynarodowe
Do chwili obecnej klub jeszcze nigdy nie zakwalifikował się do rozgrywek europejskich.

### Trofea krajowe
| \| \| Zdobyte trofea w rozgrywkach Macedonii Północnej (stan na: 31-05-2025) \| |                                                                        |      |          |
| Rozgrywki                                                                       | Osiągnięcie                                                            | Razy | Sezon(y) |
| Mistrzostwo                                                                     | I miejsce                                                              | 0    |          |
| Mistrzostwo                                                                     | II miejsce                                                             | 0    |          |
| Mistrzostwo                                                                     | III miejsce                                                            | 0    |          |
| Puchar                                                                          | zdobywca                                                               | 0    |          |
| Puchar                                                                          | finalista                                                              | 0    |          |
| Puchar                                                                          | ćwierćfinalista                                                        | 1    | 2024/25  |
| II liga                                                                         | I miejsce                                                              | 0    |          |
| II liga                                                                         | II miejsce                                                             | 1    | 2024/25  |
| II liga                                                                         | III miejsce                                                            | 0    |          |
| Macedonia Północna                                                              | Zdobyte trofea w rozgrywkach Macedonii Północnej (stan na: 31-05-2025) |      |          |

- III liga (D3):
  - mistrz (1x): 2021/22 (gr.Zapad)
  - wicemistrz (1x): 2020/21 (gr.Zapad)
  - 3.miejsce (1x): 2017/18 (gr.Zapad)

## Poszczególne sezony

### Rozgrywki międzynarodowe

#### Europejskie puchary
Nie uczestniczył w rozgrywkach europejskich.

### Rozgrywki krajowe
| \| Macedonia Północna \| Bilans występów klubu w rozgrywkach piłkarskich Macedonii Północnej (Stan na 31 maja 2025 r.) \| \| |                                                                                               |        |       |   |   |   |    |    |     |                    |        |        |      |
| Poziom | Rozgrywki                                                                                     | Sezony | Mecze | Z | R | P | B+ | B– | Pkt | Lata               | Awanse | Spadki | Naj. |
| I | Prwa liga                                                                                     | 0      |       |   |   |   |    |    |     | od 2025            | 0      | 0      | ?    |
| II | Wtora liga                                                                                    | 3      |       |   |   |   |    |    |     | 2022–2025          | 1      | 0      | 2    |
| III | Treta liga                                                                                    | 13     |       |   |   |   |    |    |     | 2008/09, 2010–2022 | 1      | 1      | 1    |
| IV | Opsztinska liga                                                                               | 2+     |       |   |   |   |    |    |     | 19??–2008, 2009/10 | 1      | 0      | 1    |
| | Puchar Macedonii Płn.                                                                         |        |       |   |   |   |    |    |     | od 1999            |        |        | 1/4  |
| Macedonia Północna | Bilans występów klubu w rozgrywkach piłkarskich Macedonii Północnej (Stan na 31 maja 2025 r.) |        |       |   |   |   |    |    |     |                    |        |        |      |

## Piłkarze, trenerzy, prezydenci i właściciele klubu

### Piłkarze

#### Aktualny skład zespołu
Stan na 1 lipca 2025.
| Nr | Poz. | Piłkarz                        |
| -- | ---- | ------------------------------ |
| 1  | BR   | Vulnet Islami                  |
| 2  | OB   | Martin Radulovikj Velichkovikj |
| 3  | OB   | Xhezair Avduli                 |
| 4  | PO   | Subi Mustafa                   |
| 5  | OB   | Edi Abdija                     |
| 6  | OB   | Ajradin Cuculi                 |
| 7  | NA   | Shpend Asani                   |
| 8  | PO   | Besart Rexhepi                 |
| 9  | NA   | Alban Taipi                    |
| 10 | PO   | Argjend Gafuri                 |
| 11 | NA   | Albin Ramadani                 |
| 12 | BR   | Arsim Ismaili                  |
| 13 | NA   | Shaban Memeti                  |
| 14 | OB   | Ardi Idrizi                    |
| 15 | NA   | Alban Shabani                  |
| 16 | OB   | Muhjedin Dardhishta            |

| Nr | Poz. | Piłkarz             |
| -- | ---- | ------------------- |
| 17 | NA   | Boban Georgiev      |
| 18 | OB   | Indrit Saqipi       |
| 19 | PO   | Amin Shaqiri        |
| 20 | OB   | Altin Nuredini      |
| 21 | OB   | Arlind Aliti        |
| 23 | PO   | Alpaj Jusuf         |
| 25 | NA   | Lutfi Bilali        |
| 34 | PO   | Alpaj Jusuf         |
|    | OB   | Amer Drljević       |
|    | OB   | Bashkim Velija      |
|    | PO   | Armin Bešagić       |
|    | PO   | Leonid Ignatov      |
|    | PO   | Gabriel Yapy Tenlep |
|    | PO   | Altin Ziberi        |
|    | NA   | Mirnel Hurić        |
|    | PO   | Almir Adili         |

### Trenerzy
...
- od 1.08.2022:  Bujar Islami

## Struktura klubu

### Stadion
Drużyna rozgrywa swoje mecze domowe w Czegrane na miejscowym stadionie, który może pomieścić 1000 widzów. 

## Kibice i rywalizacja z innymi klubami
Fani klubu są znani jako Armata Verdh e Zi.

### Derby
- KF Gostiwar
- KF Besa Dobërdoll